# Sabena-Flug 548

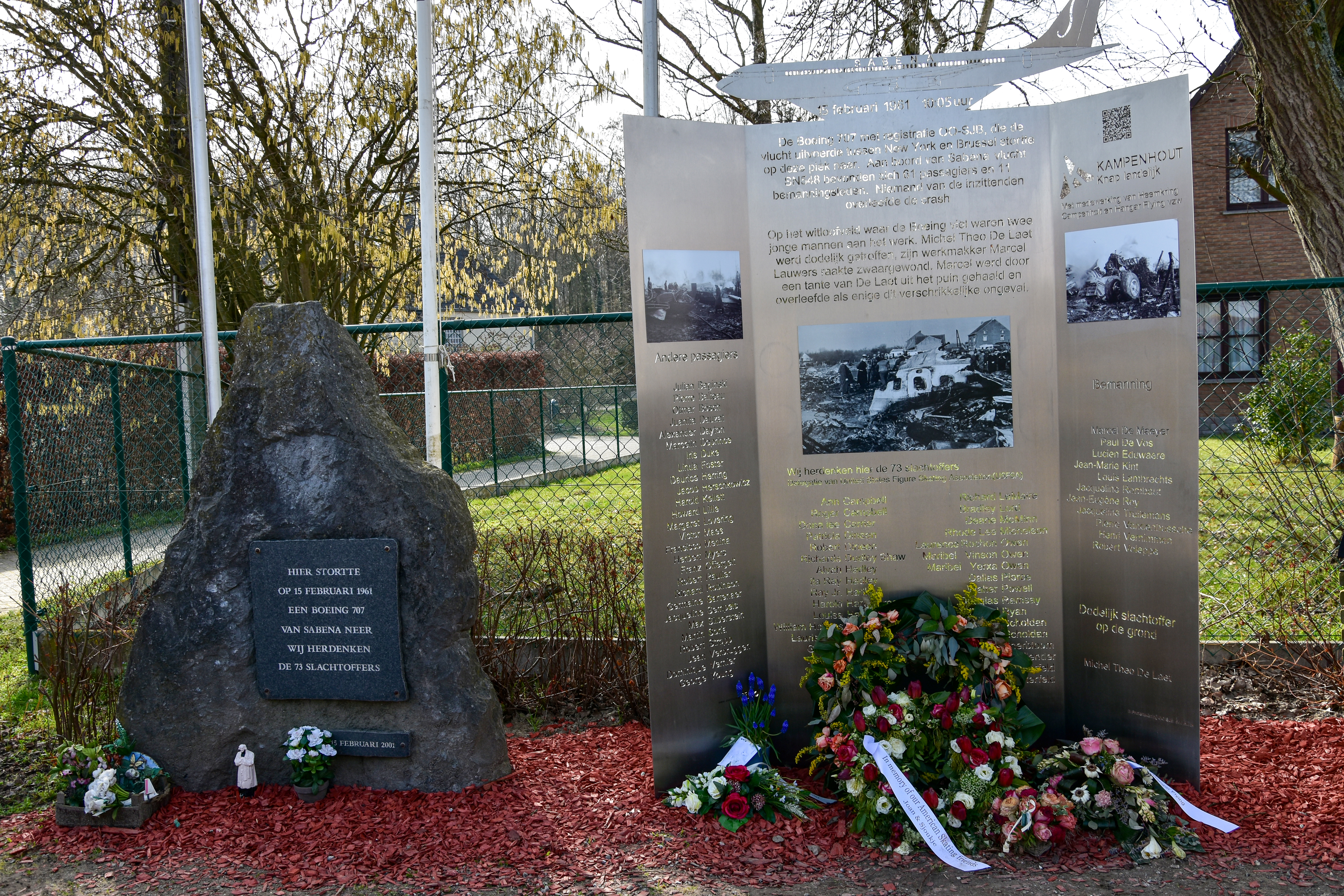
Gedenkstätte am Ort

Der Sabena-Flug 548 (OO-SJB) war ein Linienflug der belgischen Fluggesellschaft Sabena vom New Yorker Idlewild Airport zum Flughafen Brüssel-Zaventem, auf dem am 15. Februar 1961 eine Boeing 707 verunglückte. Das Flugzeug stürzte im Landeanflug auf Brüssel nahe Berg-Kampenhout auf einen Acker. Alle 61 Fluggäste, die 11 Besatzungsmitglieder sowie ein Landwirt am Boden kamen ums Leben. Unter den Opfern befanden sich das gesamte 18-köpfige Eiskunstlaufnationalteam der USA und weitere 16 Offizielle, die zur Weltmeisterschaft in Prag anreisten. Es war der erste Absturz einer Boeing 707 im regulären Personenverkehr.

## Hergang
Nach einem ereignislosen Flug musste der Endanflug auf Runway 20 des Flughafens Brüssel-Zaventem in einer Höhe von 900 Fuß abgebrochen werden, nachdem ein zuvor gelandetes kleineres Flugzeug die Landebahn nicht rechtzeitig verlassen hatte. Zur Vorbereitung eines weiteren Landeanfluges flog die Besatzung zunächst einige Warteschleifen in 1500 Fuß Höhe, in deren Verlauf der Rollwinkel so weit zunahm, dass die Querachse des Flugzeuges schließlich fast senkrecht stand. Zwar legte sich das Flugzeug wieder zurück in die Waagerechte, hob jedoch die Nase um etwa 11 Grad. Durch diese Vergrößerung des Anstellwinkels verlor die Maschine an Geschwindigkeit, sodass sie infolge eines Strömungsabrisses mit der Nase wieder abkippte und trudelnd in der Nähe des Ortes Kampenhout zu Boden stürzte und in Flammen aufging. 
Von den 72 Insassen des Flugzeuges überlebte niemand den Absturz. Am Boden wurde ein Feldarbeiter von Trümmern erschlagen. Ein weiterer verlor durch Trümmerschlag ein Bein. König Baudouin I. und Königin Fabiola machten sich rasch auf den Weg zum Unfallort, um den Hinterbliebenen der Verunglückten und den Betroffenen am Boden ihr Mitgefühl auszudrücken und Trost zu spenden.
Die Ursache dieses Absturzes konnte nicht zweifelsfrei festgestellt werden. Der Untersuchungsbericht benennt mögliches Materialversagen der Steuerflächen bzw. deren Ansteuerung. So sei ein Versagen des Höhenruders bzw. dessen Trimmung wahrscheinlich ursächlich für das Anheben der Flugzeugnase um 11 Grad und somit für den Strömungsabriss.

## Folgen für den Eiskunstlauf in den USA
Alle 18 Athleten der US-amerikanischen Eiskunstlaufmannschaft und ihre 16 Angehörigen, Trainer und Offizielle kamen ums Leben. Unter den Toten befanden sich namentlich die neunfache US-Meisterin Maribel Vinson-Owen und ihre beiden Töchter, die amtierende US-Meisterin der Damen Laurence Owen und die amtierende US-Meisterin im Paarlauf Maribel Owen sowie deren Partner Dudley Richards; außerdem der amtierende US-Meister der Herren, Bradley Lord, der amtierende Vizemeister Gregory Kelley und der kurzfristig ins Team gerückte Viertplatzierte Douglas Ramsay sowie die Vizemeisterin der Damen Stephanie Westerfeld, die Dritte Rhode Lee Michelson und die Meister im Eistanz, Diane Sherbloom und Larry Pierce. Die Verluste wurden als so katastrophal für den Sport angesehen, dass die Weltmeisterschaft in Prag abgesagt wurde.
Der US-amerikanische Präsident John F. Kennedy sprach in einer öffentlichen Stellungnahme sein Beileid aus. Er war persönlich von der Tragödie betroffen, da einer der Verunglückten, Dudley Richards, ein Freund der Familie war, der viele Sommer mit den Kennedys auf deren Landsitz in Hyannis Port verbracht hatte.
Der Tod der besten Eiskunstläufer und Eiskunstlauftrainer des Landes war ein schwerer Schlag für den US-amerikanischen Eiskunstlaufsport. Nach dem Zweiten Weltkrieg waren die USA bis 1960 die dominierende Eiskunstlaufnation in den Einzelkonkurrenzen gewesen. In der Herrenkonkurrenz gewannen Eiskunstläufer aus den USA von 1948 bis 1959 zwölfmal in Folge die Goldmedaille und von 1951 bis 1958 dazu auch die Silbermedaille, dreimal gab es gesamtamerikanische Podien. Bei den Damen ging der Titel 1953 und von 1955 bis 1960 an US-Amerikanerinnen. Nach den Rücktritten von David Jenkins und Carol Heiss sollte nun eine neue Generation herangeführt werden, doch diese wurde durch den Absturz komplett ausgelöscht. Als Konsequenz wurden in den Folgejahren sehr junge Athleten viel früher als üblich zu Weltmeisterschaften geschickt. Die erste Medaille nach dem Unfall gewann Scott Allen als einer der jüngsten Athleten in der Geschichte, mit Bronze bei den Olympischen Spielen 1964. Erst 1968, mit dem Olympiasieg von Peggy Fleming und der Silbermedaille von Tim Wood, waren die USA zu ihrer alten Dominanz zurückgekehrt. Der Absturz führte auch dazu, dass internationale Trainer in die USA geholt wurden, so u. a. Carlo Fassi und John Nicks.
Der Präsident des nationalen Eiskunstlaufverbandes F. Ritter Shumway, der gerade erst zwei Monate im Amt war, als der Unfall geschah, rief zum Gedenken an die Opfer den USFSA Memorial Fund ins Leben. Die Stiftung existiert heute noch und unterstützt vielversprechende junge Eiskunstläufer im ganzen Land.

## Opfer der USFSA
Mitglieder des US-amerikanischen Eiskunstlaufverbandes und ihre Angehörigen:

### Einzelläufer
- Gregory Kelley
- Bradley Lord
- Rhode Lee Michelson
- Laurence Rochon Owen
- Douglas Ramsay
- Stephanie Westerfeld

### Paarläufer
- Ila Ray Hadley
- Ray Hadley, Jr.
- Laurie Jean Hickox
- William Holmes Hickox
- Maribel Yerxa Owen
- Dudley Shaw Richards

### Eistänzer
- Roger Campbell
- Dona Lee Carrier
- Robert Dineen
- Patricia Dineen
- Dallas „Larry“ Pierce
- Diane Carol Sherbloom

### Trainer und Offizielle
- Alvah „Linda“ Hadley
- William Kipp
- Deane McMinn
- Maribel Vinson Owen
- Daniel „Danny“ Ryan
- Edi Scholdan
- William Swallender

### Punktrichter und Schiedsrichter
- Harold Hartshorne
- Edward LeMaire
- Walter S. Powell